# Verbena simplex
Verbena simplex är en verbenaväxtart som beskrevs av Johann Georg Christian Lehmann. Verbena simplex ingår i släktet verbenor, och familjen verbenaväxter. Inga underarter finns listade i Catalogue of Life.